# Pollanisus viridipulverulenta
The Satin-Green Forester (Pollanisus viridipulverulenta) là một loài bướm đêm thuộc họ Zygaenidae. Nó được tìm thấy ở phần phía đông của Úc (Queensland, New South Wales, Lãnh thổ Thủ đô Úc, Victoria, South Australia và Tasmania).
Chiều dài cánh trước là 11–13 mm đối với con đực và 8–9 mm đối với con cái. Sải cánh dài khoảng 30 mm. Adults are metallic blue-green. Con trưởng thành bay từ tháng 8 và đầu tháng 9 (in Queensland và South Australia) đến tháng 1 (in Tasmania).
Ấu trùng ăn nhiều loài Hibbertia, bao gồm Hibbertia obtusifolia, Hibbertia stricta và Hibbertia sericea.
Con trưởng thành bay vào ban ngày, và có thể thấy chúng ăn vào những giờ nóng nhất trong ngày. Giao phối diễn ra vào chiều cho đến sáng hôm sau, và sau đó con cái đẻ trứng trong tổ.